# Ciocalypta melichlora
Ciocalypta melichlora är en svampdjursart som beskrevs av William Johnson Sollas 1902. Ciocalypta melichlora ingår i släktet Ciocalypta och familjen Halichondriidae. Inga underarter finns listade i Catalogue of Life.